# Typhlops
Typhlops es un género de serpientes de la familia de culebras ciegas Typhlopidae. Sus especies se distribuyen por las Indias Occidentales y el oeste de África.
Su longitud es de aproximadamente diez a setenta centímetros. Su cabeza presenta un escudo grande pero modificado. Escama rostral grande, a veces proyectada. Posee una cola espinosa que le sirve para la locomoción. Su alimentación se basa en la ingesta de hormigas y termitas.
Se encuentran estrechamente relacionados con la familia Anomalepididae, pero no a la familia Leptotyphlopidae.[cita requerida]

## Especies
Se reconocen las siguientes 49 especies:
- Typhlops agoralionis Thomas & Hedges, 2007
- Typhlops anchaurus Thomas & Hedges, 2007
- Typhlops annae Breuil, 1999
- Typhlops anousius Thomas & Hedges, 2007
- Typhlops arator Thomas & Hedges, 2007
- Typhlops biminiensis Richmond, 1955
- Typhlops capitulatus Richmond, 1964
- Typhlops cariei Hoffstetter, 1946
- Typhlops catapontus Thomas, 1966
- Typhlops caymanensis Sackett, 1940
- Typhlops coecatus Jan, 1864
- Typhlops contorhinus Thomas & Hedges, 2007
- Typhlops disparilis Jan, 1860
- Typhlops dominicanus Stejneger, 1904
- Typhlops epactius Thomas, 1968
- Typhlops eperopeus Thomas & Hedges, 2007
- Typhlops geotomus Thomas, 1966
- Typhlops golyathi Dominguez & Moreno, 2009
- Typhlops gonavensis Richmond, 1964
- Typhlops granti Ruthven & Gaige, 1935
- Typhlops guadeloupensis Richmond, 1966
- Typhlops hectus Thomas, 1974
- Typhlops hypomethes Hedges & Thomas, 1991
- Typhlops jamaicensis (Shaw, 1802)
- Typhlops leptolepis Dominguez, Fong & Iturriaga, 2013
- Typhlops longissimus (Duméril & Bibron, 1844)
- Typhlops lumbricalis (Linnaeus, 1758)
- Typhlops monastus Thomas, 1966
- Typhlops monensis Schmidt, 1926
- Typhlops naugus Thomas, 1966
- Typhlops notorachius Thomas & Hedges, 2007
- Typhlops oxyrhinus Dominguez & Diaz, 2011
- Typhlops pachyrhinus Dominguez & Diaz, 2011
- Typhlops paradoxus Thomas, 1968
- Typhlops perimychus Thomas & Hedges, 2007
- Typhlops platycephalus Duméril & Bibron, 1844
- Typhlops proancylops Thomas & Hedges, 2007
- Typhlops pusillus Barbour, 1914
- Typhlops richardi Duméril & Bibron, 1844
- Typhlops rostellatus Stejneger, 1904
- Typhlops satelles Thomas & Hedges, 2007
- Typhlops schwartzi Thomas, 1989
- Typhlops silus Legler, 1959
- Typhlops sulcatus Cope, 1868
- Typhlops sylleptor Thomas & Hedges, 2007
- Typhlops syntherus Thomas, 1965
- Typhlops tetrathyreus Thomas, 1989
- Typhlops titanops Thomas, 1989
- Typhlops zenkeri Sternfeld, 1908